# Sprickan
Sprickan är en svensk kortfilm från 1992 i regi av Kristian Petri. Filmen producerades av Christer Nilson för Götafilm AB och fotades av Göran Nilsson. I rollerna ses Gunilla Röör, Johan Ulveson och Erik Bergelin.